# Max Dale Cooper

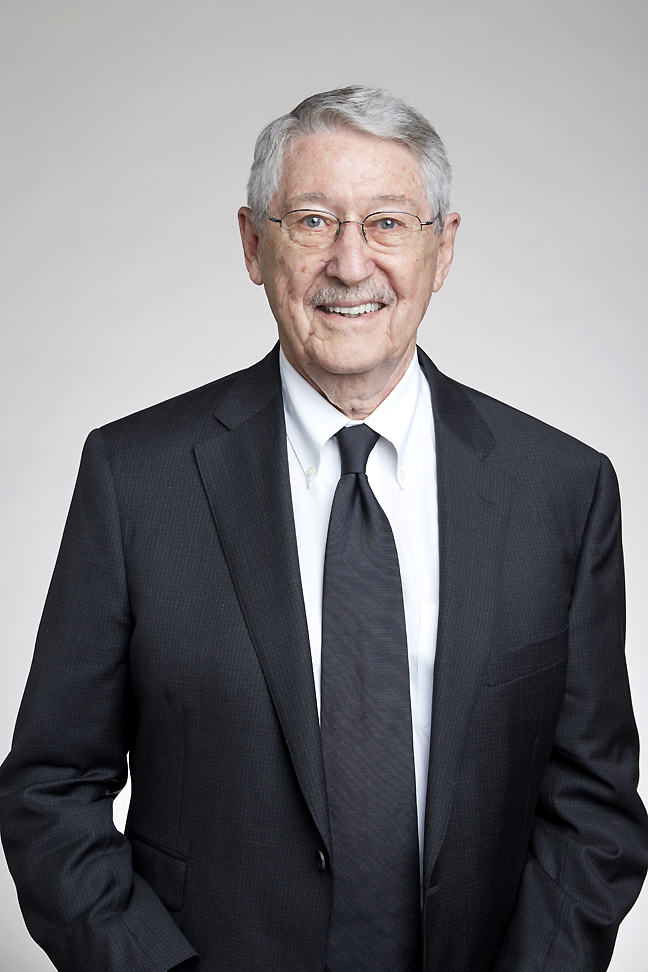
Max Dale Cooper, 2017

Max Dale Cooper (* 21. August 1933 in Hazlehurst, Mississippi) ist ein US-amerikanischer Immunologe.

## Leben
Cooper ging in Bentonia in Mississippi zur Schule, wo er der Sohn eines Lehrerehepaars war. Ab 1951 war er am Holmes Junior College, studierte an der University of Mississippi (Bachelor 1954), wo er 1955 einen Abschluss in Medizin machte, gefolgt von einem M. D. Abschluss 1957 an der Tulane University Medical School. Seit 1967 war er als Immunologe an der University of Alabama in Birmingham (Alabama). Cooper ist Professor für Pathologie und Labormedizin an der Emory University School of Medicine. Er ist dort am Emory Vaccine Center und Emory Center for Aids Research.
Er war unter anderem Gastwissenschaftler an der University of London, am Hospital for Sick Children in London, der University of Minnesota, der Tulane University und am Institut Pasteur in Paris.
Er ist untersuchte mit seiner Gruppe Fc-Rezeptor-ähnliche Moleküle (FcRL, FC-Receptor like) auf B-Zellen, ihre Verteilung, Genetik und Funktion.
Cooper fand mit seiner Gruppe auch neben dem üblichen Immunsystem mit B-Zellen, T-Zellen und Haupthistokompatibilitätskomplexen (MHCs), das sich nur bei Wirbeltieren findet, ein weiteres System bei kieferlosen Wirbeltieren wie Neunaugen. Dort gibt es keine B-Zell-Rezeptoren, T-Zell-Rezeptoren oder MHCs wie bei den anderen Wirbeltieren, sie haben aber ein adaptives Immunsystem, das auf variablen Lymphozyt-Rezeptoren (VLR) mit Leucin-reichen Repeats (LRR) basiert.
Er ist verheiratet, hat eine Tochter und drei Söhne.

## Auszeichnungen
- 2010 erhielt er den Robert-Koch-Preis. Er erhielt einen Howard Hughes Medical Investigatorship Award, den 3m Life Sciences Award und ist Mitglied der National Academy of Sciences und seit 1992 der American Academy of Arts and Sciences.
- 2008 erhielt Cooper den Avery-Landsteiner-Preis.
- 2016 wurde er in die Académie des sciences gewählt, 2017 in die Royal Society.
- 2018 erhielt er den Japan-Preis.
- Für 2019 wurde Cooper der Albert Lasker Award for Basic Medical Research zugesprochen.